# Mosnac-Saint-Simeux
Mosnac-Saint-Simeux is een commune nouvelle in het Franse departement Charente in de regio Nouvelle-Aquitaine. De gemeente werd gevormd op 1 januari 2021 door de fusie van Mosnac en Saint-Simeux en maakt deel uit van het arrondissement Cognac. Mosnac-Saint-Simeux telde op 1 januari 2022 967 inwoners.

## Geografie
De oppervlakte van Mosnac-Saint-Simeux bedroeg op 1 januari 2022 15,73 vierkante kilometer; de bevolkingsdichtheid was toen 61,5 inwoners per km².
De onderstaande kaart toont de ligging van Mosnac-Saint-Simeux met de belangrijkste infrastructuur en aangrenzende gemeenten.

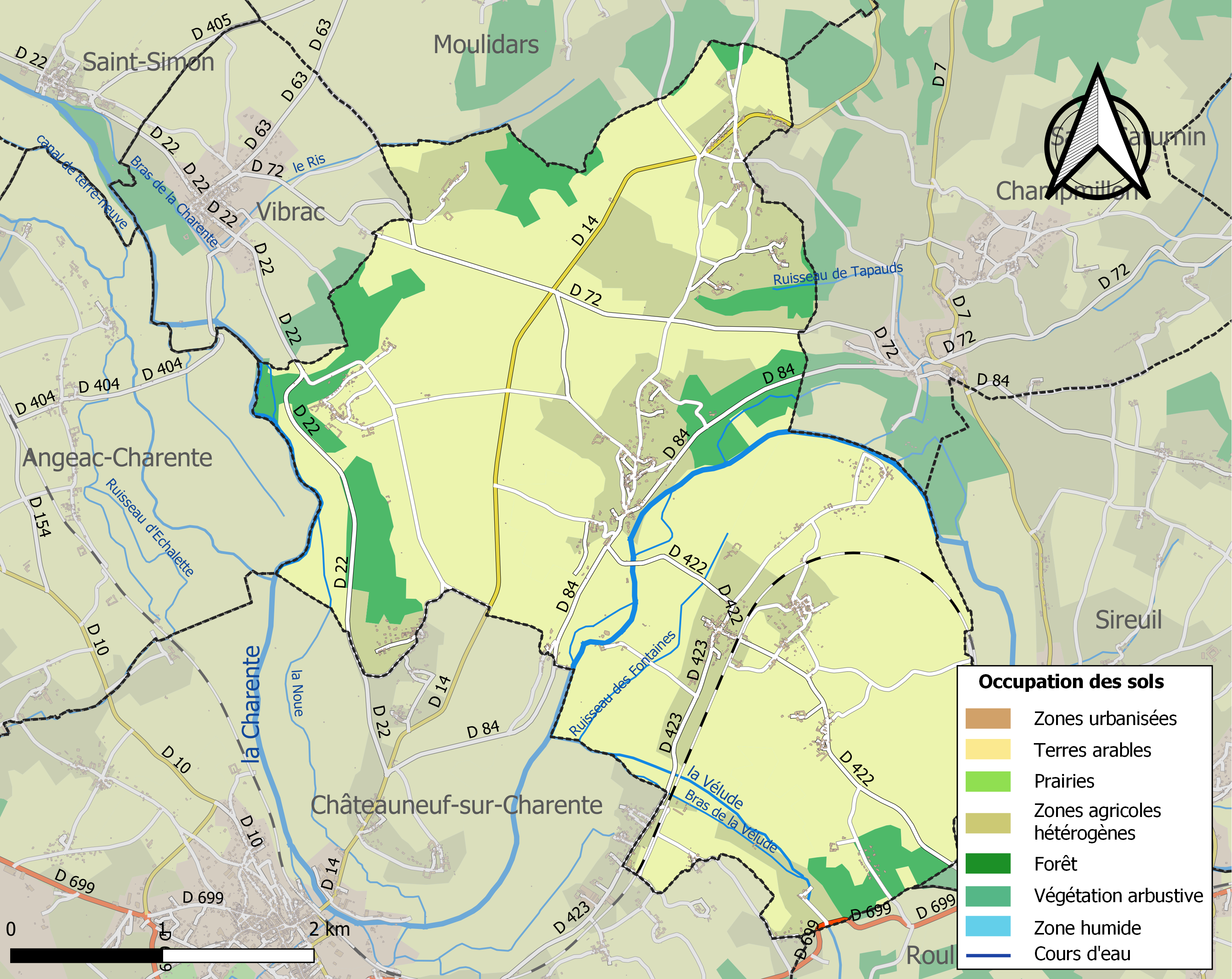